# Tomáš Enge
Tomáš Enge va ser un pilot de curses automobilístiques txec que va arribar a disputar curses de Fórmula 1.
Va néixer l'11 de setembre del 1976 a Liberec, Txèquia.

## A la F1
Tomáš Enge va debutar a la quinzena cursa de la temporada 2001 (la 52a temporada de la història) del campionat del món de la Fórmula 1, disputant el 16 de setembre del 2001 el G.P. d'Itàlia al circuit de Monza.
Va participar en un total de tres curses puntuables pel campionat de la F1 totes disputades a la temporada 2001 aconseguint una dotzena posició com millor classificació en una cursa, i no assolí cap punt vàlid pel campionat del món de pilots.

## Resultats a la Fórmula 1
| Any  | Equip            | Xassís | Motor | 1   | 2   | 3   | 4   | 5   | 6   | 7   | 8   | 9   | 10  | 11  | 12  | 13  | 14  | 15     | 16     | 17      | Posició | Punts |
| ---- | ---------------- | ------ | ----- | --- | --- | --- | --- | --- | --- | --- | --- | --- | --- | --- | --- | --- | --- | ------ | ------ | ------- | ------- | ----- |
| 2001 | Prost Grand Prix | Prost  | Acer  | AUS | MAL | BRA | SMR | ESP | AUT | MON | CAN | EUR | FRA | GBR | ALE | HUN | BEL | ITA 12 | USA 14 | JAP Ret | -       | 0     |

### Resum
| Curses: | Victòries: | Pòdiums: | Poles: | Voltes ràpides: | Punts: |
| ------- | ---------- | -------- | ------ | --------------- | ------ |
| 3 (3)   | 0          | 0        | 0      | 0               | 0      |